# 9月入学
9月入学（日语：／ Kugatsu Nyūgaku），是日本用語，指各学校於每年9月開學。在日本，新学期一般是4月開始。2020年，受2019冠狀病毒病疫情影響，全国学校紛紛停課，不少輿論要求改至9月開学。本文介紹2020年起，日本有關改至9月入学的討論。

## 背景
2020年2月27日，在新型冠狀病毒感染症對策本部，内閣總理大臣安倍晋三表示，將請求全国的小学、中學校、高等學校及特別支援學校，3月2日起臨時停課，直至春休結束。全国教育機構及後紛紛停課。
4月7日，當局發出緊急事態宣言，全国学校陷入長期停課。受停課影響，入学式、始業式、修学旅行等学校活動取消或延期，學生社團的活動亦陷入停頓。

## 討論契機
4月1日，东京都立日比谷高等学校一名男生在SNS上發帖，主張「將学期開始改至9月，守護我們的学校生活」，引發改至9月入学的討論；推文獲得大量關注後，大阪府有高中生發起聯署，增加改至9月入学的機會。
4月29日，在全国知事会上，東京都知事小池百合子表示「應作為改變教育系統、社会系統的契機」，贊成改革想法；大阪府知事吉村洋文及神奈川縣知事黑岩祐治亦認為應積極檢討。
5月11日，日本教育学会列出倉促改至9月入学會引發的問題，認為「需要花時間討論」。

## 政府應對
4月27日，国民民主党成立工作組，開会討論應否改至9月入学；同日，日本維新会總結出「新型冠狀病毒對策相關提言」，向安倍首相提議改至9月入学；在公開会議上，文科相萩生田光一認為這是「一種可選方案」。
5月8日，政府開始深入討論「9月入学」，將在夏季結束前做出結論。
5月19日，文部科学省提出翌年開始「9月入学」的2項方案：第1項方案中，新小学1年生為2014年4月2日至2015年9月1日出生；第2項方案中，新小学1年生為2014年4月2日至2015年5月1日出生；後一項方案的入學年齡每年推後1個月，被認為改變較平緩，可最大程度減少年級間人数差距及教師不足問題。
當局預測顯示，若將学校開學改至秋季，實行「9月入学」，小学生、初中生、高中生所在家庭將多出總計約25000億日圓的負担。

## 民意調查
- 5月12日，日本若者協議会進行問卷調查，結果顯示，小学生、初中生有18.6%贊成，78.6%反對；高中生有41.1%贊成，39%反對；大学生、研究生有35%贊成，53.5%反對[17]。
- 5月15日，NHK連續3日進行民意調查，結果顯示41%贊成，37%反對[18]。
- 5月8日，讀賣新聞社連續3日進行民意調查，結果顯示54%贊成，34%反對[19]。
- 日本經濟新聞亦進行民意調查，結果顯示56%贊成，32%反對，年輕人更傾向於贊成，内閣支持者與不支持者間無差距[20]。
- 5月29日，日刊體育新聞社在網上進行緊急問卷調查，詢問「怎樣看待9月入学制」，結果顯示約55%反對，超過贊成的約41%，當中10多歲以下有約77%表示反對。
- 身兼全国町村会長的熊本縣嘉島町長荒木泰臣表示，47都道府縣的町村会長中，有8成反對更改，13%「即不贊成亦不反對」，只有少數人表示贊成[21]
- 5月7日，針對特別警戒都道府縣（東京都、神奈川縣、埼玉縣、千葉縣、大阪府、兵庫縣、福岡縣、北海道、茨城縣、石川縣、岐阜縣、愛知縣、京都府等13個都道府縣）中，有小孩的家長4,708人的一項調查顯示，多數人贊成縮短暑假（67.1%）或星期六補課（47.0%）等，希望改為9月入学的家長則為29.6%[22]

## 另見
- 開學日
- 會計年度

## 外部連結
- 改為9月入学的相關看法（页面存档备份，存于） - 日本經濟團体聯合會
- . kotobank （日语）.